# Пилиповичі (Бучанський район)
Пили́повичі — село Бучанського району Київської області. Входить до складу Бородянської селищної громади.
Населення — 1,38 тис. жителів.

## Історія
Село Пилиповичі описане в Географічному словнику Королівства Польського та інших земель слов'янських, виданому 1881 року. Станом на 1880 рік у селі проживало 662 осіб, серед яких було 623 православних, 19 католиків та 20 юдеїв. Зазначено, що сільська церковна парафія закладена 1779 року.
З 20 липня по 31 грудня 1888 року в селі від епідемії дифтерії померло 100 дітей у віці до 14 років. Загалом того року у селі померло 126 осіб, а народилося — 56. Вже з січня 1889 року кількість смертей від цієї хвороби значно зменшилася, протягом січня — червня померло лише 7 дітей. Загалом того року в селі померло 36 осіб, а народилося — 62.
Станом на 1900 рік село Пилиповичи (рос. Филипповичи, Пилиповичи) належало до Гостомельської волості Київського повіту Київської губернії. Землями навколо села володів поміщик Сергій Павлович фон Дервіз. У селі нараховувалося 234 подвір'я, проживало 1065 мешканців, серед яких 538 чоловіків та 527 жінок. У селі була православна церква, церковно-парафіяльна школа, водяний млин, вітряк, чотири бакалійні лавки. Мешканці села займалися хліборобством та лісозаготівлею.
Дмитрівська церква була зведена з дерева 1779 року та поновлена 1878 року коштом парафіян. До парафії також належав хутір Пороскотень. Церква до наших днів не збереглася.
Метричні книги, клірові відомості та сповідні розписи Свято-Димитрівської церкви села Пилиповичі зберігаються в Центральному державному історичному архіві України, м. Київ (ЦДІАК України).
Під час Голодомору 1932-1933 років від голоду загинуло 34 людини.

Пам'ятник воїнам-односельцям, що загинули в роки Великої Вітчизняної війни (1941–1945), кладовище с. Пилиповичі

## Населення

### Мова
Розподіл населення за рідною мовою за даними перепису 2001 року:
| Мова       | Кількість | Відсоток |
| ---------- | --------- | -------- |
| українська | 1364      | 98.34%   |
| російська  | 23        | 1.66%    |
| Усього     | 1387      | 100%     |